# 中国語の部屋
中国語の部屋（ちゅうごくごのへや、Chinese Room）とは、哲学者のジョン・サールが、1980年に “Minds, Brains, and Programs（脳、心、プログラム）” という論文の中で発表した思考実験。
中国語を理解できない人を小部屋に閉じ込めて、マニュアルに従った作業をさせるという内容。チューリング・テストを発展させた思考実験で、意識の問題を考えるのに使われる。

## 思考実験の概要
ある小部屋の中に、漢字を理解できない英国人（以下Aとする）を閉じこめておく。この小部屋には外部と紙きれのやりとりをするための小さい穴がひとつ空いており、この穴を通してAに1枚の紙きれが差し入れられる。そこにはAが見たこともない文字が並んでいる。これは漢字の並びなのだが、Aにしてみれば、それは「★△◎∇☆□」といった記号の羅列にしか見えない。Aの仕事はこの記号の列に対して、新たな記号を書き加えてから、紙きれを外に返すことである。どういう記号の列に、どういう記号を付け加えればいいのか、それは部屋の中にある1冊のマニュアルの中に全て書かれている。例えば
"「★△◎∇☆□」と書かれた紙片には「■@◎∇」と書き加えてから外に出せ"
などと書かれている。
Aはこの作業をただひたすら繰り返す。外から記号の羅列された紙きれを受け取り（実は部屋の外ではこの紙きれを"質問"と呼んでいる）、それに新たな記号を付け加えて外に返す（こちらの方は"回答"と呼ばれている）。すると、部屋の外にいる人間は「この小部屋の中には中国語を理解している人がいる」と考える。しかしながら、小部屋の中にはAがいるだけである。Aは全く漢字が読めず、作業の意味を全く理解しないまま、ただマニュアルどおりの作業を繰り返しているだけである。それでも部屋の外部から見ると、中国語による対話が成立している。

## 思考実験の意味
この思考実験全体はコンピュータのアナロジーになっている。すなわち小部屋全体がコンピュータを表し、マニュアルに従って作業する英国人は、プログラムに従って動くCPUに相当する。この思考実験から帰結する論点は、基本的に単一のものだが、分野によってその表現が若干異なる。ここでは中国語の部屋の思考実験についてよく議論される三つの分野、心の哲学、言語哲学、人工知能の哲学からの表現を述べる。
心の哲学からこの実験を見ると、これは心身問題に対する立場の一つ、機能主義に対する反論を提示している。すなわち
意識体験は機能に付随しない。機能主義は間違っている。
言語哲学の観点からの表現は、次のようになる。
統語論は意味論を含まない。
人工知能の哲学の観点から表現すると、次のようになる。
強い人工知能は製作不可能である。

## 中国語の部屋に対する反論
サールは中の人が中国語を理解していないことから対象は中国語を理解しているとはいえないと論じているが、チューリング・テストの観点からすると、そう断定するためには中の人間だけでなく、箱全体が中国語を理解していないことを証明しなければならないことになる。すなわち、中の人とマニュアルを複合させた存在が中国語を理解していないことを証明しなければならない。つまり、サールはカテゴリー錯誤の誤謬を犯していると反論している:47。
一方、知能の基準となっている人間の場合でさえ、脳内の化学物質や電気信号の完全な解析が行われず、知能の仕組みが明らかになっていないのだから、中国語の部屋も、中身がどうであれ正しく中国語のやり取りができている時点で中国語を理解していると判断してよいのではという、チューリング・テストの観点からの反論も存在する。以上のような反論に対してサールは、中国語の部屋を体内化して、すなわち部屋の中にある中国語のマニュアルを中の人がマスターし、中国語のネイティヴのように会話ができたとしても、なおその人は意味論的な見地からは中国語を理解していないと主張している。この再反論に対しては、確かに純粋な会話機械には身体性がないために意味論は理解し得ないが、ロボットの様なシステム総体としても理解できないというのは、やはりカテゴリー錯誤であるという批判がある。

## 関連文献
日本語のオープンアクセス文献
- 服部裕幸 「AI研究および認知科学に対するジョン・サールの批判」 アカデミア(人文・社会科学編) 南山大学 第77号 (2003) pp.81-103